# Discothyrea mixta
Discothyrea mixta är en myrart som beskrevs av Brown 1958. Discothyrea mixta ingår i släktet Discothyrea och familjen myror. Inga underarter finns listade i Catalogue of Life.

## Bildgalleri

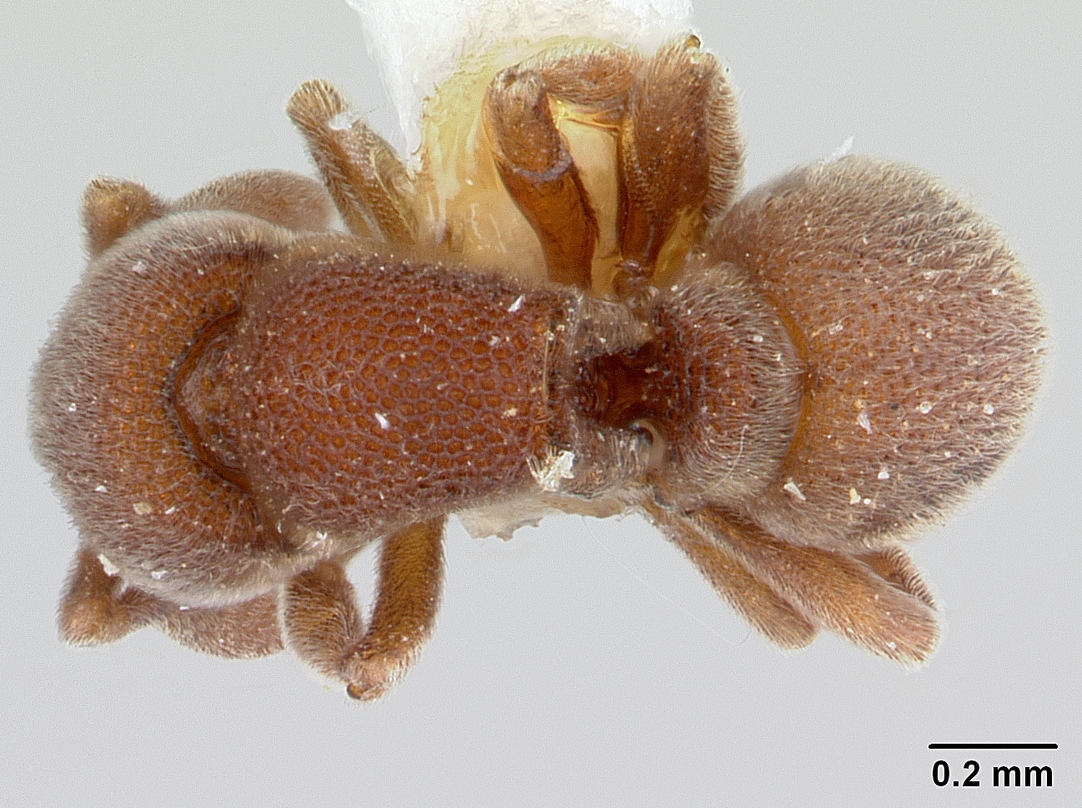
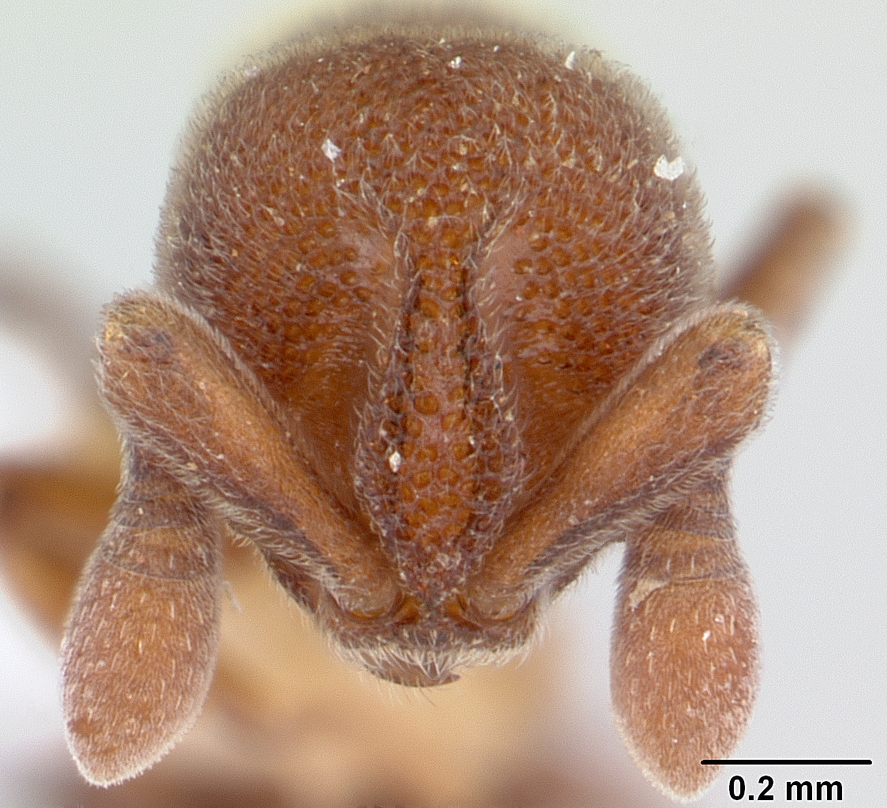
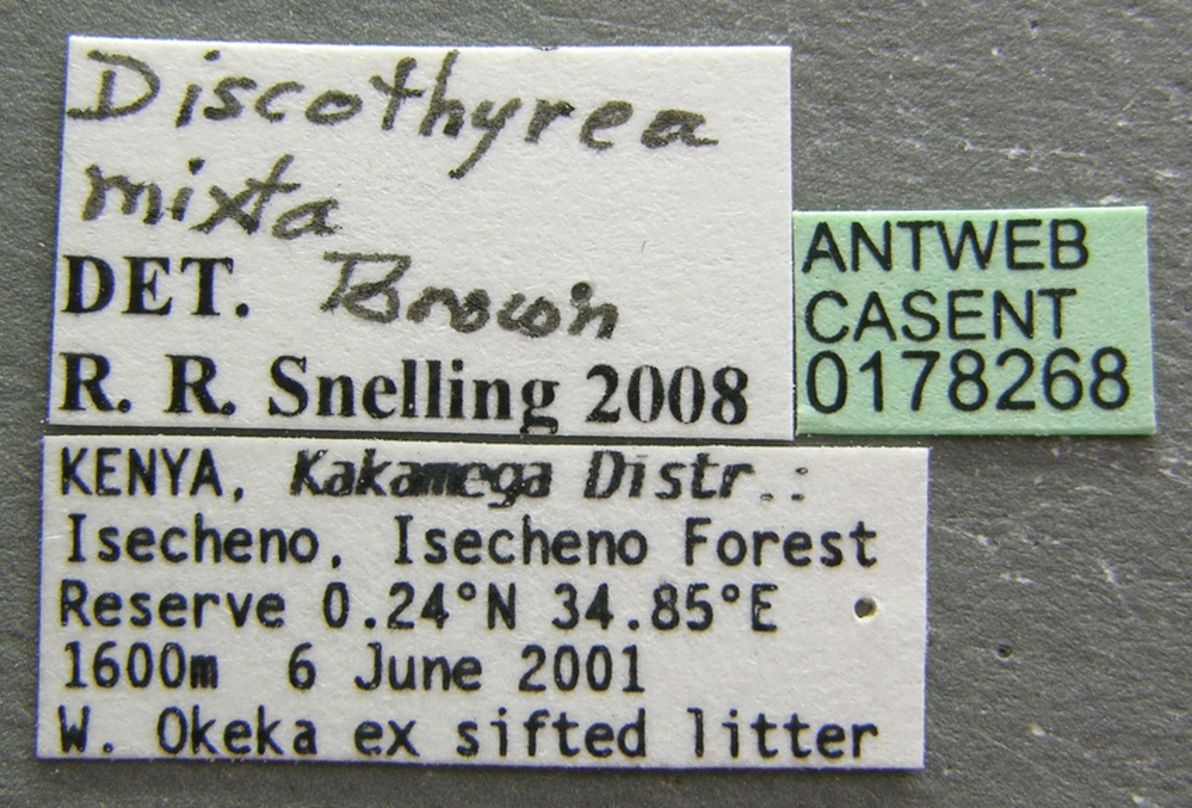
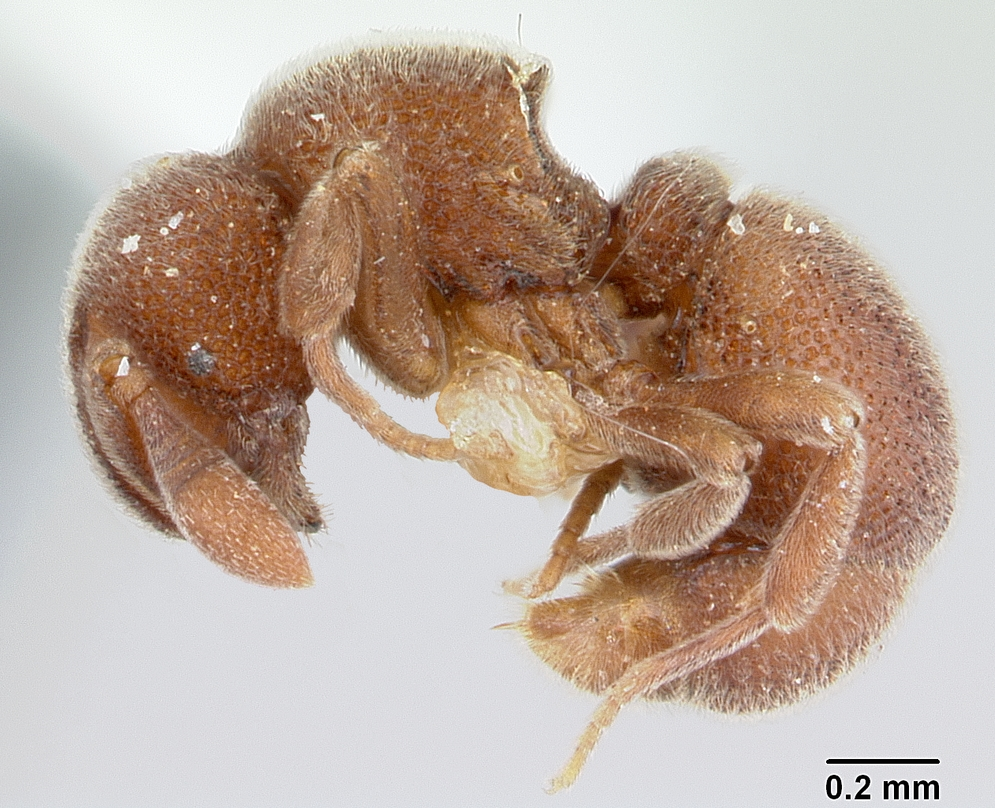
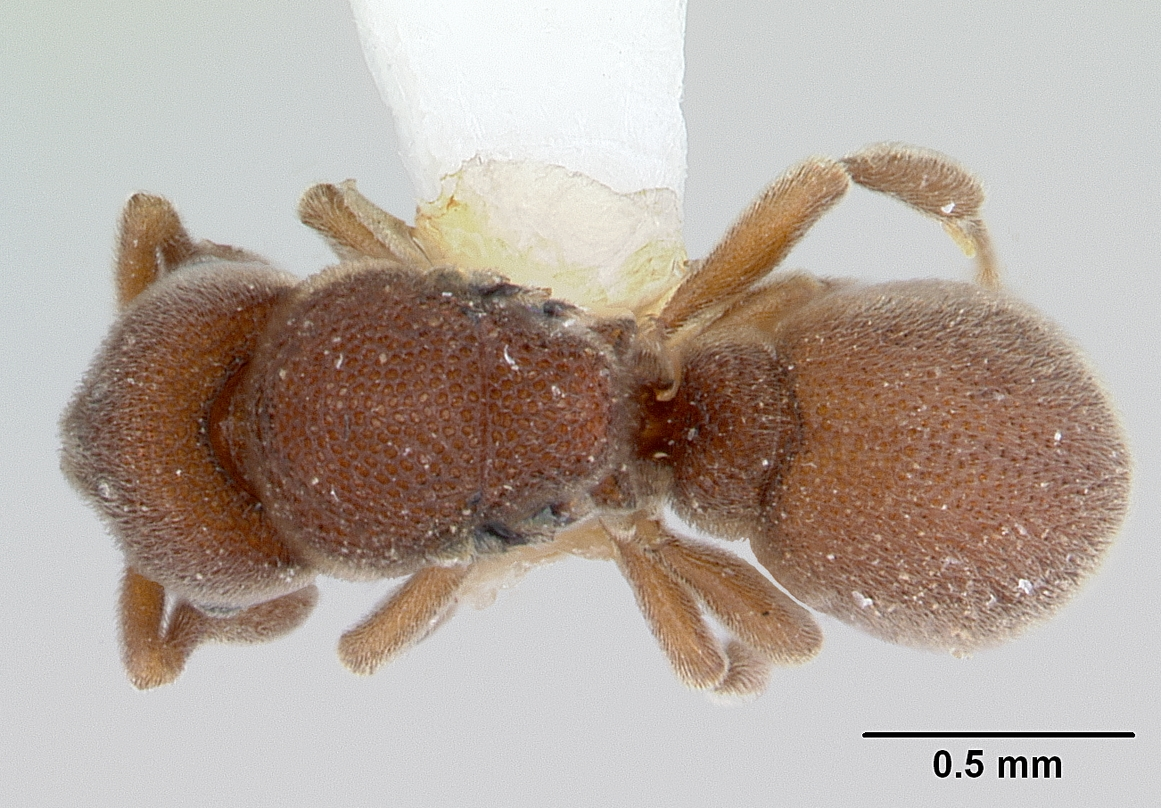
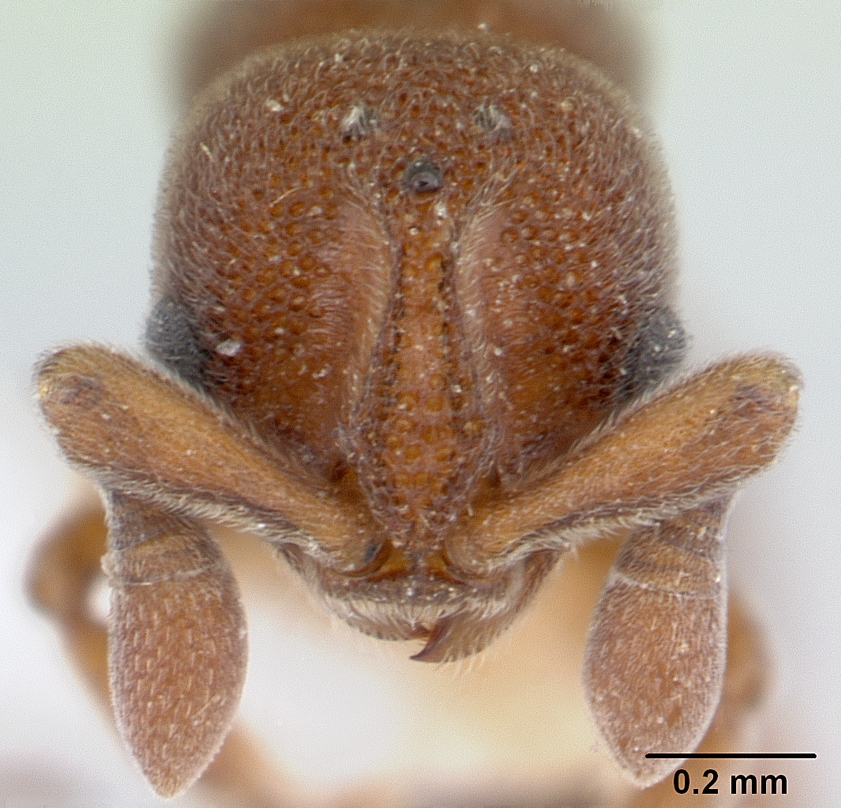